# IV Brigada Aerotransportada
La IV Brigada Aerotransportada (Br Aerot IV) es una brigada del Ejército Argentino con asiento en Córdoba. Es una gran unidad de combate de la Fuerza de Despliegue Rápido (FDR) y la única brigada paracaidista de la Fuerza.
La brigada mantiene su asiento de paz en la guarnición de ejército "Córdoba", junto a la 2.ª División de Ejército "Ejército del Norte" y la Jefatura de la Agrupación de Fuerzas de Operaciones Especiales.

## Historia
En 1964 el comando en jefe resolvió reorganizar la fuerza en cuerpos y brigadas. Así, fue creada la IV Brigada de Infantería Aerotransportada el 16 de noviembre de 1964, con comando en la guarnición militar de Córdoba, en camino a La Calera km 8 ½, y bajo la autoridad del Tercer Cuerpo de Ejército, con comando en la misma guarnición. Dejó disuelta la 4.ª División de Infantería.
La brigada formaba con tres regimientos aerotransportados (el 2, 14 y 17) con asiento en Córdoba (el 2 y 14) y Catamarca (el 17) y un grupo de artillería aerotransportado con cañones Oto Melara 105 mm. Eventualmente incorporó su propia unidad de caballería especializada con el Escuadrón de Caballería Aerotransportado 4, creado el 21 de enero de 1978. Un elemento para asalto aéreo con vehículos ligeros en paracaídas o aterrizaje con rápido despliegue.
En 1966 se creó el Equipo Militar de Paracaidismo.
En Córdoba el 29 de mayo de 1969 estalló el movimiento de resistencia obrera conocido como el "Cordobazo". Por orden el gobierno militar encargó la represión al III Cuerpo, comandado por el general de división Eleodoro Sánchez Lahoz, con la IV Brigada, comandada por el general de brigada Jorge Carcagno.

### Guerra de las Malvinas
A la guerra de las Malvinas en 1982, la IV Brigada de Infantería Aerotransportada conducida por el general de brigada Julio Fernández Torres constituyó la Reserva Estratégica Militar, con dos fuerzas de tareas aprestadas en Comodoro Rivadavia. Aunque se planteó la posibilidad de lanzar la brigada sobre las Malvinas, jamás se llevó a cabo. En ese sentido, Fernández Torres desobedeció una orden del comandante en jefe del Ejército, Leopoldo Fortunato Galtieri, de lanzar la brigada al archipiélago.
El Grupo de Artillería Aerotransportado 4, única unidad de la IV Brigada en participar del conflicto, estuvo subordinada a la X Brigada en Puerto Argentino/Stanley.
En el continente, la IV Brigada avanzó a la zona de Comodoro Rivadavia, constituyendo la Fuerza de Tareas "Rayo" con el Regimiento de Infantería Aerotransportado 2, y la Fuerza de Tareas "Trueno" con el Regimiento de Infantería Aerotransportado 14 y el Regimiento de Infantería Aerotransportado 17, y en los asientos de paz las Fuerzas de Tareas "Centinela" y "Águila". El 10 de junio, por orden superior, fue constituido el Grupo de Apoyo, con ocho ametralladoras MAG 7,62mm (dos ametralladoras de cada regimiento y dos ametralladoras del Regimiento de Granaderos a Caballo), al mando del subteniente Aimar, agregada al Regimiento de Infantería 7 en el monte Dos Hermanas.

### Pandemia de coronavirus de 2019-2020
En el año 2020, se desató una pandemia de enfermedad por coronavirus de 2020 en Argentina. El Ejército Argentino creó 14 mandos de emergencia para proporcionar ayuda humanitaria. La IV Brigada Aerotransportada asumió el Comando de la Zona de Emergencia Córdoba (CZECO).

## Organización
- Comando de la IV Brigada Aerotransportada (Cdo Br Aerot IV). Guar Ej Córdoba (camino a La Calera, CD).[16][17]
  - Regimiento de Infantería Paracaidista 2 «General Balcarce» (RI Parac 2). Guar Ej Córdoba (camino a La Calera, CD).
  - Regimiento de Infantería Paracaidista 14 (RI Parac 14). Guar Ej Córdoba (camino a La Calera, CD).
  - Regimiento de Asalto Aéreo 601 (R Asal Ae 601). Guar Ej Campo de Mayo (BA).
  - Escuadrón de Exploración de Caballería Paracaidista 4 «Centauros del Aire» (Esc Expl C Parac 4). Guar Ej Córdoba (camino a La Calera, CD).
  - Compañía de Apoyo de Lanzamientos Aéreos Paracaidista 4 (Ca Apy Lan(s) Ae(s) Parac 4). Guar Ej Córdoba (camino a La Calera, CD).
  - Sección Guías Paracaidistas[18] (Sec Guias Parac(s)). Guar Ej Córdoba (camino a La Calera, CD).
  - Grupo de Artillería Paracaidista 4 (GA Parac 4). Guar Ej Córdoba (camino a La Calera, CD).
  - Compañía de Ingenieros Paracaidista 4 (Ca Ing Parac 4). Guar Ej Córdoba (Cu «Santa Leocadia», Villa Carlos Paz, CD).[19] Es la UMRE IV.
  - Compañía de Comunicaciones Paracaidista 4 «Teniente Primero José María Severino» (Ca Com Parac 4). Guar Ej Córdoba (camino a La Calera, CD).
  - Sección de Inteligencia Paracaidista (Sec Icia Parac). Guar Ej Córdoba (camino a La Calera, CD).
  - Base de Apoyo Logístico «Córdoba» (BAL Córdoba). Guar Ej Córdoba (camino a La Calera, CD).

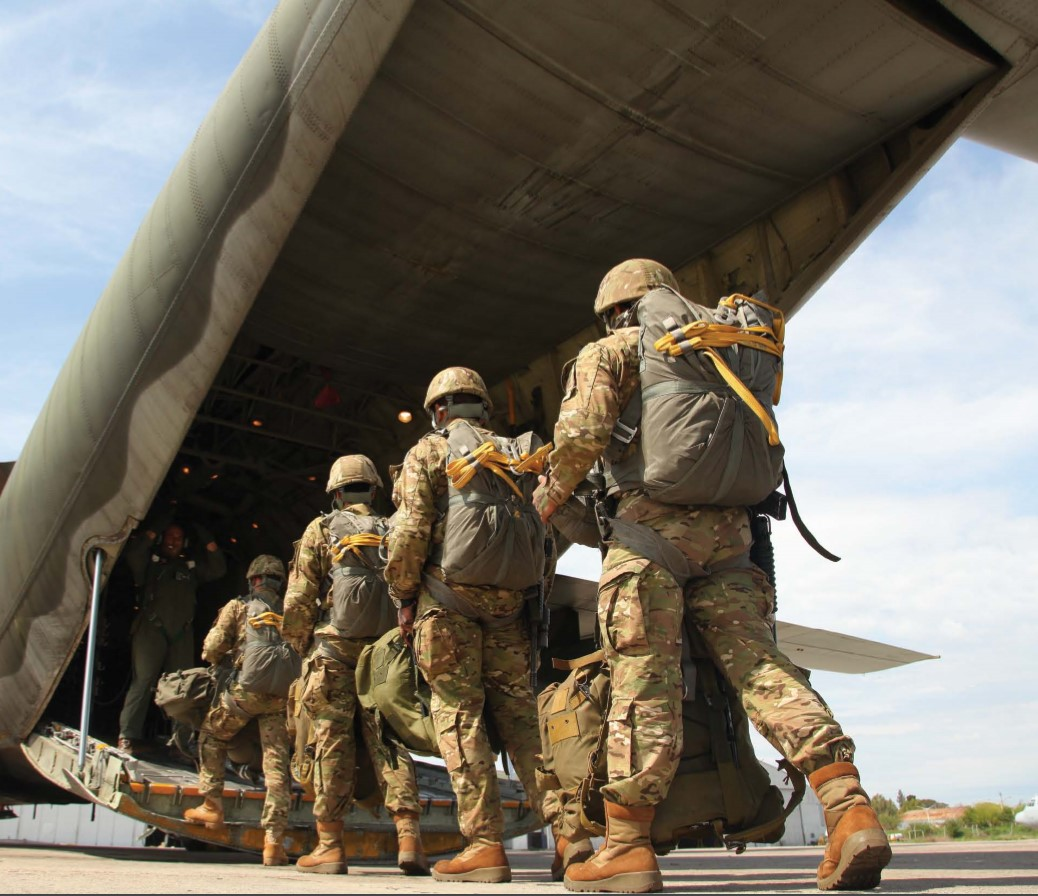
Efectivos de la IV Brigada

La IV Brigada Aerotransportada forma parte de la Fuerza de Despliegue Rápido, junto a la X Brigada Mecanizada y la Agrupación de Fuerzas de Operaciones Especiales.
La Br Aerot IV se constituye por unidades aerotransportadas con capacidad para desplegarse mediante lanzamientos en paracaídas o asaltos aéreos con helicópteros. Posee más autonomía, rapidez y alcance.

## Cultura
Cada 11 de octubre, el Ejército Argentino celebra el Día del Paracaidista Militar en conmemoración de la creación de la Escuela de Tropas Aerotransportadas.